# 朝日が丘 (大津市)
朝日が丘（あさひがおか）は、滋賀県大津市にある地名。現行行政地名は朝日が丘一丁目及び朝日が丘二丁目。

## 地理
大津市の南西部に位置し、東に本宮、西に音羽台、南に梅林町、北に梅林と接している。

## 歴史
- 1967年（昭和42年）4月1日 - 朝日ケ丘町、松本本宮町、梅林町、月見坂町の各一部を分離し、朝日が丘一丁目及び朝日が丘二丁目を新設設置[1]。

### 町名の変遷
| 実施後         | 実施年月日               | 実施前（各町名ともその一部）                     |
| -------------- | ------------------------ | ------------------------------------------------ |
| 朝日が丘一丁目 | 1967年（昭和42年）4月1日 | 松本本宮町、梅林町、朝日ケ丘町、月見坂町の各一部 |
| 朝日が丘二丁目 | 1967年（昭和42年）4月1日 | 朝日ケ丘町、松本本宮町の各一部                   |

## 世帯数と人口
2019年（平成31年）4月1日現在の世帯数と人口は以下の通りである。
| 丁目           | 世帯数    | 人口    |
| -------------- | --------- | ------- |
| 朝日が丘一丁目 | 864世帯   | 2,007人 |
| 朝日が丘二丁目 | 288世帯   | 679人   |
| 計             | 1,152世帯 | 2,686人 |

### 人口の変遷
国勢調査による人口の推移。
| 1995年（平成7年）  | 2,722人 | [ 6 ]  |  |
| 2000年（平成12年） | 2,655人 | [ 7 ]  |  |
| 2005年（平成17年） | 2,655人 | [ 8 ]  |  |
| 2010年（平成22年） | 2,734人 | [ 9 ]  |  |
| 2015年（平成27年） | 2,605人 | [ 10 ] |  |

### 世帯数の変遷
国勢調査による世帯数の推移。
| 1995年（平成7年）  | 922世帯   | [ 6 ]  |  |
| 2000年（平成12年） | 931世帯   | [ 7 ]  |  |
| 2005年（平成17年） | 931世帯   | [ 8 ]  |  |
| 2010年（平成22年） | 1,066世帯 | [ 9 ]  |  |
| 2015年（平成27年） | 1,063世帯 | [ 10 ] |  |

## 学区
市立小・中学校に通う場合、学区は以下の通りとなる。
| 丁目           | 番・番地等 | 小学校             | 中学校             |
| -------------- | ---------- | ------------------ | ------------------ |
| 朝日が丘一丁目 | 全域       | 大津市立逢坂小学校 | 大津市立打出中学校 |
| 朝日が丘二丁目 | 全域       | 大津市立逢坂小学校 | 大津市立打出中学校 |

## 交通
- 名神高速道路
  - 大津SA・大津IC
- 国道1号
- 滋賀県道56号大津インター線

## 施設
- 滋賀短期大学附属高等学校

## その他

### 日本郵便
- 郵便番号 : 520-0052[4]（集配局：大津中央郵便局[12]）。